# Яворє (Велике Лаще)
Яворє (словен. Javorje) — поселення в общині Велике Лаще, Осреднєсловенський регіон, Словенія. 
Висота над рівнем моря: 537,2 м.